# Regne de Càndia
El regne de Càndia o ducat de Càndia va ser el nom que va rebre l'illa de Creta durant la dominació veneciana del 1205 al 1669.
L'illa havia format part de l'Imperi Romà d'Orient fins a la Quarta Croada. La República de Venècia va comprar l'illa a Bonifaci I de Montferrat el 1205, a qui havia correspost en el repartiment de l'Imperi Romà d'Orient després del Setge de Constantinoble del 1204. El 1205 els genovesos dirigits pel carregador Enrico Pescatore van disputar l'illa als venecians, però aquests la van ocupar totalment el 1207 i la van mantenir fins al 1669 constituint un virregnat anomenat Regne de Càndia (o també Regnum Cretae), que va tenir la seva pròpia bandera que onejava a Sant Marc al costat d'altres. Els governadors de l'illa eren anomenats dux. El primer va ser Giacomo Tiepolo nomenat el 1205. Les illes de Tinos i Cítera també van formar part d'aquest regne.
Durant el domini venecià l'illa va ser atacada unes quantes vegades pels musulmans. El 1304 va ser atacada per Umar, emir d'Aidin i fins al 1469 no es va produir cap més atac. El domini venecià només va ser breument interromput per la rebel·lió que va proclamar la República de Sant Titus, que volia fer de l'illa un estat independent, i que va portar a un acostament entre els habitants grecs de l'illa i els colons venecians.
El 1469 va ser atacada pels otomans. El 1538 va ser durament atacada per Khair ed-Din Barba-rossa. El 1569 la fortalesa de La Suda va ser assaltada pels otomans mentre una flota assolava la regió de Réthimno.
El 1644 els otomans van decidir ocupar l'illa, que constituïa un perill per la navegació otomana. La flota va sortir l'abril del 1645 amb el suposat objectiu de conquerir Malta i en realitat es va dirigir a Creta. La dirigia el Kapudan-i-derya Yususf Pasha, que el juny va desembarcar a prop de La Canea, que fou ocupada després de 54 dies de setge, el 19 d'agost de 1645. El març del 1646 es va ocupar Kíssamos, el juliol Aprikorno (a l'est de Kalives, també anomenat Castel Apricorno o Bicorno), el setembre Milopotamos, i el novembre Réthimno. A partir d'aquí, i tot que es van enviar reforços, l'ofensiva es va aturar i el setge de Càndia es va començar i abandonar diverses vegades. Els venecians van bloquejar els Dardanels (1648-1649 i 1650). El 1654 els otomans van derrotar la flota veneciana als Dardanels, però els venecians van obtenir una victòria al mateix lloc el 1656 i van ocupar les illes de Tenedos, Lemnos i Samotràcia, que van ser recuperades pels turcs el 1657.
El 1666 el gran visir Kopruluzade Fadil Ahmad Pasha va decidir acabar amb aquella situació i va ordenar el setge de Càndia, que es va iniciar el maig del 1667. Com que els venecians no van poder obtenir ajuda europea, es va signar un tractat de pau (6 de setembre de 1669) que va establir la retirada veneciana de Creta, conservant només les bases de Grambusa, La Suda i Spinalonga. Aquestes bases van ser finalment ocupades pels otomans el 1715.

## Governadors venecians
El govern de Càndia va ser gairebé sempre confiat a patricis venecians, alguns dels quals van arribar a ser posteriorment dux de Venècia. Entre els governadors cal esmentar Giacomo Tiepolo (1205-1216), Pietro Quirini (1216), Domenico Delfino (1216-1217), Paolo Corino (1222), Giovanni Storlando (1228), Stefano Giustiniani (1236), Angelo Morosini (1255-1259), Giacomo Delfino (1261-1262), Giovanni Velenio (1273-1274), Marino Zeno (1274), Marino Morosini (1274-1276), Pietro Zeno (1276), Marino Gradenigo (1279), Giacomo Dandolo (1284), Albertino Morosini (1290-1293), Michel Vitali (1299), Mario Morosini (1329-1331), Viago Zeno (1333), Andrea Cornaro (1341), Peter Emiliano (1343), Goffredo Morosini (1355-1357), Marco Morosini (1357-1359), Leonardo Dandolo (1362), Marco Gradenigo (1363-1364), Pietro Morosini (1364-1366), Paolo Zuliani (1382), Tomasso Mocenigo (1403-1405), Lodovico Morosini (1407-1409), Egidio Morosini (1417-1418), Andrea Mocenigo (1441-1443), Pedro Luis (1455), Benedetto Gritti (1472-1473), Domenico Pisani (1480), Giovanni Borgia (1497), Girolamo Donato (1508-1510), Paolantonio Emiliano (1510), Giacomo Cornaro (1528), Antonio Amulio (1536-1538), Giovanni Moro (1538), Ferdinando Vitturi (1539), Lodovico Gritti (1552-1554), Zacharia Mocenigo (1559-1563), Marco Querini (1570), Pasquale Cicogna (1585), Giovanni Sagredo (1604), Francesco Morosini (1612-1614), Donato Morosini (1617-1619), Lazaro Mocenigo (1629-1631), Bernardo Morosini (1644-1646), Giuseppe Morosini (1650-1653), Francesco Morosini (1656), Antonio Barbaro (1667) i Girolamo Battagia (1667).

## Fortaleses
Les fortaleses venecianes a l'illa eren d'oest a est (costa nord):
- Grambusa, a l'illa del mateix nom, a l'extrem nord-oest
- Castello, actual Kastelli Kissamou
- La Canea, actual Khanià
- La Suda, a l'illa del mateix nom
- Réthimno, la Fortezza sobre l'actual població de Réthimno
- Càndia, actual Iràklio
- Spinalonga, a l'illa del mateix nom
- Sitia, la Kazarma sobre l'actual població de Sitia
- Nostra Signora del Capo, actual monestir de Moni Toplou
- Palékastro, ja a la costa est, a l'actual població del mateix nom

A la costa sud (d'oest a est):
- San Romualdo, anomenat també Castel Selino, nucli de l'actual Paleókhora
- Sfakià
- Castelfranco, actual Frangokastello
- Ieràpetra